# Brazília az 1972. évi nyári olimpiai játékokon
Brazília az NSZK-beli Münchenben megrendezett 1972. évi nyári olimpiai játékok egyik részt vevő nemzete volt. Az országot az olimpián 13 sportágban 81 sportoló képviselte, akik összesen 2 érmet szereztek.

## Érmesek
| Érem  | Versenyző        | Sportág   | Versenyszám        |
| ----- | ---------------- | --------- | ------------------ |
| Bronz | Nelson Prudêncio | Atlétika  | Férfi hármasugrás  |
| Bronz | Chiaki Ishii     | Cselgáncs | Férfi félnehézsúly |

## Atlétika
Férfi
| Versenyző     | Versenyszám | Előfutam | Előfutam | Előfutam | Negyeddöntő | Negyeddöntő | Negyeddöntő | Elődöntő | Elődöntő | Elődöntő | Döntő   | Döntő    |
| Versenyző     | Versenyszám | Idő      | Hely.    | Össz.    | Idő         | Hely.       | Össz.       | Idő      | Hely.    | Össz.    | Idő     | Helyezés |
| ------------- | ----------- | -------- | -------- | -------- | ----------- | ----------- | ----------- | -------- | -------- | -------- | ------- | -------- |
| Luiz da Silva | 100 m       | 10,63    | 5.       | 35.      | kiesett     | kiesett     | kiesett     | kiesett  | kiesett  | kiesett  | kiesett | kiesett  |
| Luiz da Silva | 200 m       | 21,81    | 5.       | 45.*     | kiesett     | kiesett     | kiesett     | kiesett  | kiesett  | kiesett  | kiesett | kiesett  |

| Versenyző        | Versenyszám | Selejtező | Selejtező | Döntő    | Döntő    |
| Versenyző        | Versenyszám | Eredmény  | Helyezés  | Eredmény | Helyezés |
| ---------------- | ----------- | --------- | --------- | -------- | -------- |
| Nelson Prudêncio | Hármasugrás | 16,42 m   | 7.        | 17,05 m  |          |

* - egy másik versenyzővel azonos időt ért el

## Cselgáncs
| Versenyző       | Versenyszám  | Csoport | Selejtező         | 1. forduló                 | 2. forduló                                | 3. forduló                | 4. forduló           | Vigaszág 1. forduló      | Vigaszág 2. forduló | Vigaszág 3. forduló        | Elődöntő                  | Döntő             | Helyezés |
| Versenyző       | Versenyszám  | Csoport | Ellenfél Eredmény | Ellenfél Eredmény          | Ellenfél Eredmény                         | Ellenfél Eredmény         | Ellenfél Eredmény    | Ellenfél Eredmény        | Ellenfél Eredmény   | Ellenfél Eredmény          | Ellenfél Eredmény         | Ellenfél Eredmény | Helyezés |
| --------------- | ------------ | ------- | ----------------- | -------------------------- | ----------------------------------------- | ------------------------- | -------------------- | ------------------------ | ------------------- | -------------------------- | ------------------------- | ----------------- | -------- |
| Lhofei Shiozawa | Középsúly    | A       | erőnyerő          | Tommy Tegelgård (SWE) · GY | Jean-Paul Coche (FRA) · V                 | kiesett                   | kiesett              |                          |                     |                            |                           |                   | 13.      |
| Chiaki Ishii    | Félnehézsúly | B       |                   | Mohamed Dione (SEN) · GY   | Csuang Csen-vu (Juang Jen-Wuh) (ROC) · GY | Pavle Bajčetić (YUG) · GY | Paul Barth (FRG) · V |                          |                     | Helmut Howiller (GDR) · GY | David Starbrook (GBR) · V | kiesett           |          |
| Chiaki Ishii    | Nyílt        | B       |                   | erőnyerő                   | Vitalij Kuznyecov (URS) · V               |                           |                      | Barry Johnson (AUS) · GY | Wim Ruska (NED) · V | kiesett                    | kiesett                   | kiesett           | 7.       |

## Evezés
| Versenyző                     | Versenyszám              | Előfutam | Előfutam | Vigaszág | Vigaszág | Elődöntő | Elődöntő | Döntő   | Döntő   | Döntő   | Helyezés    |
| Versenyző                     | Versenyszám              | Idő      | Hely.    | Idő      | Hely.    | Idő      | Hely.    | Típus   | Idő     | Hely.   | Helyezés    |
| ----------------------------- | ------------------------ | -------- | -------- | -------- | -------- | -------- | -------- | ------- | ------- | ------- | ----------- |
| Raúl Bagattini Érico de Souza | Kormányos nélküli kettes | 7:42,02  | 4.       | 7:42,63  | 3.       | kiesett  | kiesett  | kiesett | kiesett | kiesett | helyezetlen |

## Kerékpározás

### Országúti kerékpározás
| Versenyző           | Versenyszám   | Idő           | Helyezés      |
| ------------------- | ------------- | ------------- | ------------- |
| Luiz Carlos Flores  | Mezőnyverseny | nem ért célba | nem ért célba |
| Miguel Silva Júnior | Mezőnyverseny | nem ért célba | nem ért célba |

## Kosárlabda
| Brazil férfi kosárlabdacsapat-játékoskeret                                                                                         | Brazil férfi kosárlabdacsapat-játékoskeret                                                                              |
| --- | --- |
| - José Aparecido - José Geraldo de Castro - Francisco Sérgio García - Hélio Rubens Garcia - Radvilas Gorauskas - Washington Joseph | - Marcos Abdalla Leite - Ubiratan Pereira Maciel - Carlos Domingos Massoni - Luiz Cláudio Menon - Adilson de Nascimento |

### Eredmények
Csoportkör
A csoport
| Csapat                 | M | Gy | V | P+  | P–  | Pk   |
| ---------------------- | - | -- | - | --- | --- | ---- |
| Egyesült Államok (USA) | 7 | 7  | 0 | 542 | 312 | +230 |
| Kuba (CUB)             | 7 | 6  | 1 | 560 | 445 | +115 |
| Brazília (BRA)         | 7 | 4  | 3 | 561 | 490 | +71  |
| Csehszlovákia (TCH)    | 7 | 4  | 3 | 493 | 489 | +4   |
| Spanyolország (ESP)    | 7 | 3  | 4 | 486 | 500 | –14  |
| Ausztrália (AUS)       | 7 | 3  | 4 | 523 | 524 | –1   |
| Japán (JPN)            | 7 | 1  | 6 | 442 | 643 | –201 |
| Egyiptom (EGY)         | 7 | 0  | 7 | 440 | 644 | –204 |

| 1972. augusztus 27. 14:30 | Japán (JPN) | 55 – 110 | Brazília (BRA) |  |
| 1972. augusztus 27. 14:30 | (35–55)     |          |                |  |

| 1972. augusztus 28. 9:00 | Brazília (BRA) | 110 – 84 | Egyiptom (EGY) |  |
| 1972. augusztus 28. 9:00 | (63–39)        |          |                |  |

| 1972. augusztus 29. 9:00 | Brazília (BRA) | 72 – 69 | Spanyolország (ESP) |  |
| 1972. augusztus 29. 9:00 | (43–38)        |         |                     |  |

| 1972. augusztus 30. 18:30 | Brazília (BRA) | 54 – 61 | Egyesült Államok (USA) |  |
| 1972. augusztus 30. 18:30 | (26–26)        |         |                        |  |

| 1972. szeptember 1. 14:30 | Csehszlovákia (TCH) | 82 – 83 | Brazília (BRA) |  |
| 1972. szeptember 1. 14:30 | (42–40)             |         |                |  |

| 1972. szeptember 2. 9:00 | Ausztrália (AUS) | 75 – 69 | Brazília (BRA) |  |
| 1972. szeptember 2. 9:00 | (40–34)          |         |                |  |

| 1972. szeptember 3. 18:30 | Kuba (CUB) | 64 – 63 | Brazília (BRA) |  |
| 1972. szeptember 3. 18:30 | (30–39)    |         |                |  |

Az 5–8. helyért
| 1972. szeptember 7. 20:00 | Puerto Rico (PUR) | 87 – 83 | Brazília (BRA) |  |
| 1972. szeptember 7. 20:00 | (40–42)           |         |                |  |

A 7. helyért
| 1972. szeptember 8. 20:00 | Csehszlovákia (TCH) | 69 – 87 | Brazília (BRA) |  |
| 1972. szeptember 8. 20:00 | (40–38)             |         |                |  |

| Csapat         | Helyezés |
| -------------- | -------- |
| Brazília (BRA) | 7.       |

## Labdarúgás
| Brazil labdarúgócsapat-játékoskeret                                                                              | Brazil labdarúgócsapat-játékoskeret                                                       |
| --- | ----------------------------------------------------------------------------------------- |
| - Ângelo - Abel Braga - Bolívar - Zé Carlos - Celso - Roberto Dinamite - Dirceu - Falcão - Fred - Rubens Galaxie | - Manoel - Nielsen - Osmar - Pedrinho - Terezo - Vágner - Washington - Pintinho* - Vitor* |

* - nem játszott csak nevezve volt

### Eredmények
Csoportkör
C csoport
| Csapat       | M | Gy | D | V | G+ | G– | Gk | P |
| ------------ | - | -- | - | - | -- | -- | -- | - |
| Magyarország | 3 | 2  | 1 | 0 | 9  | 2  | +7 | 5 |
| Dánia        | 3 | 2  | 0 | 1 | 7  | 4  | +3 | 4 |
| Irán         | 3 | 1  | 0 | 2 | 1  | 9  | –8 | 2 |
| Brazília     | 3 | 0  | 1 | 2 | 4  | 6  | –2 | 1 |

| 1972. augusztus 27. 12:00 |

| Dánia (DEN)                  | 3–2               | Brazília                 |
| ---------------------------- | ----------------- | ------------------------ |
| Simonsen 28' 83' Røntved 50' | (1–0) Jegyzőkönyv | Dirceu 68' Zé Carlos 69' |

| Passau Nézőszám: 10 000 Játékvezető: Pavel Kazakov (szovjet) |

| 1972. augusztus 29. 12:00 |

| Magyarország (HUN)     | 2–2               | Brazília                |
| ---------------------- | ----------------- | ----------------------- |
| Dunai A. 4' Juhász 84' | (1–0) Jegyzőkönyv | Pedrinho 67' Dirceu 73' |

| Olimpiai Stadion, München Nézőszám: 50 000 Játékvezető: William Mullan (brit) |

| 1972. augusztus 31. 12:00 |

| Irán (IRI)  | 1–0               | Brazília |
| ----------- | ----------------- | -------- |
| Halvaie 63' | (0–0) Jegyzőkönyv |          |

| Regensburg Nézőszám: 2 200 Játékvezető: Gerhard Schulenburg (nyugat-német) |

| Csapat         | Helyezés |
| -------------- | -------- |
| Brazília (BRA) | 13.      |

## Lovaglás
Díjlovaglás
| Versenyző         | Ló     | Versenyszám | Selejtező | Selejtező | Döntő   | Döntő    |
| Versenyző         | Ló     | Versenyszám | Pont      | Hely.     | Pont    | Helyezés |
| ----------------- | ------ | ----------- | --------- | --------- | ------- | -------- |
| Sylvio de Rezende | Othelo | Egyéni      | 1431      | 25.       | kiesett | kiesett  |

Díjugratás
| Versenyző           | Ló       | Versenyszám | 1. forduló | 1. forduló | 2. forduló | 2. forduló | Összesen | Összesen |
| Versenyző           | Ló       | Versenyszám | Pont       | Hely.      | Pont       | Hely.      | Pont     | Helyezés |
| ------------------- | -------- | ----------- | ---------- | ---------- | ---------- | ---------- | -------- | -------- |
| Nelson Pessoa Filho | Nagir    | Egyéni      | 21,00      | 39.        | kiesett    | kiesett    | 21,00    | 39.      |
| Antônio Simões      | Bon Soir | Egyéni      | 16,00      | 31.        | kiesett    | kiesett    | 16,00    | 31.      |

## Ökölvívás
| Versenyző            | Versenyszám  | Selejtező         | 32-es főtábla                          | Nyolcaddöntő               | Negyeddöntő       | Elődöntő          | Döntő             | Helyezés |
| Versenyző            | Versenyszám  | Ellenfél Eredmény | Ellenfél Eredmény                      | Ellenfél Eredmény          | Ellenfél Eredmény | Ellenfél Eredmény | Ellenfél Eredmény | Helyezés |
| -------------------- | ------------ | ----------------- | -------------------------------------- | -------------------------- | ----------------- | ----------------- | ----------------- | -------- |
| Deusdete Vasconcelos | Harmatsúly   | erőnyerő          | Kim Dzsongik (Kim Jong-Ik) (PRK) · 1-4 | kiesett                    | kiesett           | kiesett           | kiesett           | 17.      |
| Waldemar de Oliveira | Félnehézsúly |                   | Nghlhav Mehtabs Singh (IND) · 5-0      | Isaac Ikhouria (NGR) · 0-5 | kiesett           | kiesett           | kiesett           | 9.       |

## Röplabda

### Férfi
| Brazil férfi röplabdacsapat-játékoskeret                                                                                | Brazil férfi röplabdacsapat-játékoskeret                                                      |
| --- | --------------------------------------------------------------------------------------------- |
| - Alexandre Abeid - Aderval Arvani - Antônio Carlos Moreno - Décio Cattaruzzi - Jorge Delano - Paulo Roberto de Freitas | - João Jens - Alexandre Kalache - José Marcelino - Mário Procopio - Paulo Sevciuc - Luiz Zech |

#### Eredmények
Csoportkör
B csoport
|                |      | Mérkőzések | Mérkőzések | Szettek | Szettek | Szettek | Pontok | Pontok | Pontok |
| Csapat         | Pont | Gy         | V          | Sz+     | Sz–     | SzA     | P+     | P–     | PA     |
| -------------- | ---- | ---------- | ---------- | ------- | ------- | ------- | ------ | ------ | ------ |
| Japán (JPN)    | 10   | 5          | 0          | 15      | 0       | MAX     | 225    | 95     | 2,368  |
| NDK (GDR)      | 9    | 4          | 1          | 12      | 4       | 3,000   | 200    | 162    | 1,235  |
| Románia (ROU)  | 7    | 2          | 3          | 8       | 9       | 0,889   | 201    | 213    | 0,944  |
| Brazília (BRA) | 7    | 2          | 3          | 9       | 13      | 0,692   | 273    | 280    | 0,975  |
| Kuba (CUB)     | 7    | 2          | 3          | 6       | 13      | 0,462   | 212    | 254    | 0,835  |
| NSZK (FRG)     | 5    | 0          | 5          | 4       | 15      | 0,267   | 163    | 270    | 0,604  |

| 1972. augusztus 28. 19:30 | NSZK (FRG)                      | 2 – 3 | Brazília (BRA) |  |
| 1972. augusztus 28. 19:30 | (7–15, 8–15, 19–17, 15–6, 9–15) |       |                |  |

| 1972. augusztus 30. 10:00 | NDK (GDR)                  | 3 – 1 | Brazília (BRA) |  |
| 1972. augusztus 30. 10:00 | (15–5, 7–15, 16–14, 15–10) |       |                |  |

| 1972. szeptember 1. 10:00 | Románia (ROU)                      | 2 – 3 | Brazília (BRA) |  |
| 1972. szeptember 1. 10:00 | (16–18, 15–11, 7–15, 15–11, 12–15) |       |                |  |

| 1972. szeptember 3. 14:00 | Japán (JPN)          | 3 – 0 | Brazília (BRA) |  |
| 1972. szeptember 3. 14:00 | (15–7, 15–13, 15–11) |       |                |  |

| 1972. szeptember 6. 19:30 | Kuba (CUB)                      | 3 – 2 | Brazília (BRA) |  |
| 1972. szeptember 6. 19:30 | (16–14, 6–15, 15–7, 7–15, 15–9) |       |                |  |

Az 5–8. helyért
| 1972. szeptember 8. 15:30 | Csehszlovákia (TCH) | 3 – 0 | Brazília (BRA) |  |
| 1972. szeptember 8. 15:30 | (15–8, 15–6, 15–1)  |       |                |  |

A 7. helyért
| 1972. szeptember 9. 14:00 | Dél-Korea (KOR)     | 3 – 0 | Brazília (BRA) |  |
| 1972. szeptember 9. 14:00 | (18–16, 15–7, 15–5) |       |                |  |

| Csapat         | Helyezés |
| -------------- | -------- |
| Brazília (BRA) | 8.       |

## Sportlövészet
Nyílt
| Versenyző         | Versenyszám    | Pont | Helyezés |
| ----------------- | -------------- | ---- | -------- |
| Bertino de Souza  | Szabadpisztoly | 539  | 36.      |
| Durval Guimarães  | Szabadpisztoly | 534  | 46.      |
| Marcos José Olsen | Trap           | 191  | 8.       |
| Túlio Miraglia    | Trap           | 171  | 46.      |

## Súlyemelés
| Versenyző       | Versenyszám | Nyomás   | Nyomás   | Szakítás | Szakítás | Lökés    | Lökés    | Összesen | Helyezés |
| Versenyző       | Versenyszám | Eredmény | Helyezés | Eredmény | Helyezés | Eredmény | Helyezés | Összesen | Helyezés |
| --------------- | ----------- | -------- | -------- | -------- | -------- | -------- | -------- | -------- | -------- |
| Luiz de Almeida | 82,5 kg     | 140,0    | 16.      | 120,0    | 17.      | 165,0    | 13.      | 425,0    | 15.      |
| Thamer Chaim    | +110 kg     | 175,0    | 12.      | 135,0    | 11.      | 180,0    | 10.      | 490,0    | 11.      |

## Úszás
Férfi
| José Roberto Aranha                                                        | 100 m gyors            | 54,06    | 3. | 14. | 53,47   | 5.      | 9.      | kiesett | kiesett |         |         |         |
| Paulo Zanetti                                                              | 100 m gyors            | 54,97    | 4. | 29. | kiesett | kiesett | kiesett | kiesett | kiesett |         |         |         |
| Rui Oliveira                                                               | 100 m gyors            | 54,26    | 1. | 17. | kiesett | kiesett | kiesett | kiesett | kiesett |         |         |         |
| Rui Oliveira                                                               | 200 m gyors            | 2:00,48  | 4. | 27. |         |         |         | kiesett | kiesett |         |         |         |
| Alfredo Carlos Machado                                                     | 200 m gyors            | 2:00,14  | 5. | 22. |         |         |         | kiesett | kiesett |         |         |         |
| Alfredo Carlos Machado                                                     | 400 m gyors            | 4:18,05  | 5. | 27. |         |         |         | kiesett | kiesett |         |         |         |
| Alfredo Carlos Machado                                                     | 1500 m gyors           | 17:20,34 | 6. | 26. |         |         |         | kiesett | kiesett |         |         |         |
| Rômulo Arantes Filho                                                       | 100 m hát              | 1:03,18  | 4. | 30. | kiesett | kiesett | kiesett | kiesett | kiesett |         |         |         |
| Rômulo Arantes Filho                                                       | 200 m hát              | 2:18,15  | 6. | 28. |         |         |         | kiesett | kiesett |         |         |         |
| José Sylvio Fiolo                                                          | 100 m mell             | 1:06,23  | 2. | 4.  | 1:05,99 | 2.      | 4.      | 1:06,24 | 6.      |         |         |         |
| José Sylvio Fiolo                                                          | 200 m mell             | 2:30,21  | 3. | 18. |         |         |         | kiesett | kiesett |         |         |         |
| Sérgio Waismann                                                            | 100 m pillangó         | 58,37    | 3. | 16. | 58,07   | 6.      | 12.     | kiesett | kiesett | kiesett | kiesett | kiesett |
| Antônio Azevedo                                                            | 200 m vegyes           | 2:19,41  | 4. | 30. |         |         |         | kiesett | kiesett |         |         |         |
| Antônio Azevedo                                                            | 400 m vegyes           | 4:57,27  | 6. | 26. |         |         |         | kiesett | kiesett |         |         |         |
| Rui Oliveira Paulo Zanetti Paulo Becskehazy José Roberto Aranha            | 4 × 100 m gyorsváltó   | 3:35,84  | 4. | 5.* |         |         |         | 3:33,14 | 4.      |         |         |         |
| Alfredo Carlos Machado Rui Oliveira Paulo Zanetti José Roberto Aranha      | 4 × 200 m gyorsváltó   | 8:17,91  | 6. | 13. |         |         |         | kiesett | kiesett |         |         |         |
| Rômulo Arantes Filho José Sylvio Fiolo Sérgio Waismann José Roberto Aranha | 4 × 100 m vegyes váltó | 3:58,56  | 2. | 5.  |         |         |         | 3:57,89 | 5.      |         |         |         |

Női
| Versenyző           | Versenyszám    | Előfutam | Előfutam | Előfutam | Elődöntő | Elődöntő | Elődöntő | Döntő   | Döntő    |
| Versenyző           | Versenyszám    | Idő      | Hely.    | Össz.    | Idő      | Hely.    | Össz.    | Idő     | Helyezés |
| ------------------- | -------------- | -------- | -------- | -------- | -------- | -------- | -------- | ------- | -------- |
| Lucy Burle          | 100 m gyors    | 1:03,12  | 6.       | 37.      | kiesett  | kiesett  | kiesett  | kiesett | kiesett  |
| Lucy Burle          | 200 m gyors    | 2:18,57  | 6.       | 27.      |          |          |          | kiesett | kiesett  |
| Cristina Teixeira   | 100 m mell     | 1:20,58  | 7.       | 32.      | kiesett  | kiesett  | kiesett  | kiesett | kiesett  |
| Cristina Teixeira   | 200 m mell     | kizárták | kizárták | kizárták |          |          |          | kiesett | kiesett  |
| Maria Isabel Guerra | 200 m pillangó | 2:32,60  | 7.       | 21.      |          |          |          | kiesett | kiesett  |
| Maria Isabel Guerra | 200 m vegyes   | 2:32,95  | 6.       | 31.      |          |          |          | kiesett | kiesett  |
| Maria Isabel Guerra | 400 m vegyes   | 5:24,43  | 4.       | 26.      |          |          |          | kiesett | kiesett  |

* - egy másik váltóval azonos időt ért el

## Vitorlázás
Nyílt
| Versenyző                                                   | Versenyszám     | Futam  | Futam  | Futam  | Futam | Futam | Futam  | Futam | Pontszám | Helyezés |
| Versenyző                                                   | Versenyszám     | 1      | 2      | 3      | 4     | 5     | 6      | 7     | Pontszám | Helyezés |
| ----------------------------------------------------------- | --------------- | ------ | ------ | ------ | ----- | ----- | ------ | ----- | -------- | -------- |
| Cláudio Biekarck                                            | Finn dingi      | 20,0   | 19,0   | 29,0   | 22,0  | 10,0  | (41,0) | 5,7   | 105,7    | 9.       |
| Jan Willem Aten Jörg Bruder                                 | Csillaghajó     | 11,7   | (16,0) | 14,0   | 10,0  | 0,0   | 3,0    | 14,0  | 52,7     | 4.       |
| Mario Buckup Peter Ficker                                   | Tempest         | (25,0) | 5,7    | 13,0   | 13,0  | 22,0  | 10,0   | 10,0  | 73,7     | 7.       |
| Reinaldo Conrad Burkhard Cordes                             | Repülő hollandi | 18,0   | 5,7    | (25,0) | 15,0  | 15,0  | 3,0    | 5,7   | 62,4     | 4.       |
| Patrick Mascarenhas Axel Preben-Schmidt Erik Preben-Schmidt | Soling          | 10,0   | 15,0   | 8,0    | 20,0  | 11,7  | (23,0) |       | 64,7     | 6.       |